# Думаревский, Дмитрий Викторович
Дми́трий Ви́кторович Думаре́вский (22 ноября 1940 года, Дзержинск, Горьковская область, РСФСР, СССР — 14 мая 2016 года, Харьков, Украина) — советский и украинский тренер по футболу и хоккею с шайбой.

## Биография
Родился в 1940 году в городе Дзержинске. В 1962 году окончил Смоленский государственный институт физкультуры. Тренерскую работу начал в Кировской области в футбольных и хоккейных командах, детских и взрослых. Его воспитанники добивались хороших результатов — в первенствах области, на Кубке России, среди производственных коллективов. После удачных выступлений футбольная команды «Олимпия» из Кирово-Чепецка в 1973 году был приглашён на пост главного тренера кировского «Динамо», участвовавшего в первенстве СССР по футболу среди команд-мастеров.
В тот же год принял предложение занять место второго тренера хоккейной «Олимпии», а в следующем сезоне был назначен её главным тренером, и возглавлял кирово-чепецкий клуб до 1982 года. В 1979 году был удостоен звания Заслуженный тренер РСФСР.
Уехав в 1982 году на Украину, стал работать тренером в ДЮСШ города Харькова. Работал в тренерском штабе харьковского клуба «Барвінок»-СДЮСДОР, участвовавшего в чемпионате Украины 2004/2005. Был главным тренером Женская сборная Украины по хоккею, под его руководством участвовавшем на втором и последнем в её истории европейском чемпионате 1995 года, возглавляемая им сборная была 14-й (8-е место в группе «B»)